# Lurocalis
Lurocalis là một chi chim trong họ Caprimulgidae.